# 遨眼蝶属
遨眼蝶属（学名：Austroypthima）为蛱蝶科的一个属。

## 下属物种
本属包括以下物种：
- 遨眼蝶 Austroypthima petersi Holloway, 1974